# Синпаул (Муреш)
Синпаул (рум. Sânpaul) — село у повіті Муреш в Румунії. Адміністративний центр комуни Синпаул.
Село розташоване на відстані 262 км на північний захід від Бухареста, 19 км на південний захід від Тиргу-Муреша, 67 км на південний схід від Клуж-Напоки, 131 км на північний захід від Брашова.

## Населення
За даними перепису населення 2002 року у селі проживали 1640 осіб.
Національний склад населення села:
| Національність | Кількість осіб | Відсоток |
| -------------- | -------------- | -------- |
| цигани         | 685            | 41,8%    |
| угорці         | 494            | 30,1%    |
| румуни         | 459            | 28,0%    |

Рідною мовою назвали:
| Мова      | Кількість осіб | Відсоток |
| --------- | -------------- | -------- |
| румунська | 601            | 36,6%    |
| угорська  | 520            | 31,7%    |
| циганська | 519            | 31,6%    |